# 馬陸駅
座標: 北緯31度19分18秒 東経121度16分21秒 / 北緯31.32167度 東経121.27250度
馬陸駅（ばりくえき、中文表記: 马陆站）は上海市嘉定区馬陸鎮に位置する上海軌道交通11号線の駅。

## 駅構造
- 相対式ホーム2面2線の高架駅。可動式ホーム柵設置。

| 地上 二階    |                                        |
| 相対式ホーム |                                        |
|              | ←■11号線江蘇路方面（南翔駅）           |
|              | →■11号線嘉定北・安亭方面（嘉定新城駅） |
| 相対式ホーム |                                        |

## 歴史
- 2009年12月31日 - 開業。

## 隣の駅
上海軌道交通
■11号線
南翔駅 - (陳翔路駅) - 馬陸駅 - 嘉定新城駅　